# Svala
Svala Björgvinsdóttir  (født 8. februar 1977) er en Islandsk sangerinde og sangsrkiver som repræsenterede Island ved Eurovision Song Contest 2017 med sangen "Paper". Hun opnåede en 15. plads i semifinale 1 og derfor kvalificerede hun ikke til finalen .